# Ulrich Welsch
Ulrich Welsch (* 1940 in Neustadt in Holstein) ist ein deutscher Arzt und Biologe.

## Leben
Ulrich Welsch studierte von 1960 bis 1966 Biologie und Anglistik in München und Kiel, und von 1974 bis 1981 Humanmedizin an der Christian-Albrechts-Universität zu Kiel. Welsch war Professor an der anatomischen Anstalt der Ludwig-Maximilians-Universität München und war dort ab 1984 Vorstand des Lehrstuhls 2 für mikroskopische Anatomie.
Bekannt wurde er durch Buchveröffentlichungen im Bereich der Biologie, zusammen mit seinem Kollegen Volker Storch. Einige Titel zählen zu den Standardwerken des Biologiestudiums. Gleiches gilt für die Humanmedizin im Bereich der Histologie.

## Schriften
- Lehrbuch Histologie. Urban & Fischer, München 2002. 3. Auflage unter Mitarbeit von Thomas Deller 2010.
- mit Volker Storch, Adolf Remane: Systematische Zoologie. 6., bearbeitete und erweiterte Auflage. Spektrum Akademischer-Verlag, Heidelberg u. a. 2003, ISBN 3-8274-1112-2.
- Volker Storch, Adolf Remane:  Kurzes Lehrbuch der Zoologie. 8., neu bearbeitete Auflage, Elsevier, Spektrum Akademischer-Verlag, München 2004, ISBN 3-8274-1399-0.
- als Herausgeber: Sobotta Atlas Histologie. Zytologie, Histologie, mikroskopische Anatomie. 7., neu bearbeitete Auflage. Elsevier, Urban & Fischer, München u. a. 2005, ISBN 3-437-43141-2.
- Repetitorium Histologie. Zytologie, Histologie, mikroskopische Anatomie. Elsevier, Urban & Fischer, München u. a. 2006, ISBN 3-437-43123-4.
- Sobotta Lehrbuch Histologie. Zytologie, Histologie, mikroskopische Anatomie. 2., völlig überarbeitete Auflage. Elsevier, Urban & Fischer, München u. a. 2006, ISBN 3-437-44430-1.
- Volker Storch, Michael Wink: Evolutionsbiologie. 2., vollständig überarbeitete und erweiterte Auflage. Springer, Berlin u. a. 2007, ISBN 978-3-540-36072-8.